# Domingo Espiñeira
Domingo Espiñeira Riesco (Valparaíso, 1812-Santiago, 16 de marzo de 1880) fue un comisario contador de la Marina de Chile y político chileno.
En 1842 fue designado intendente de Chiloé período en el que organizó y dirigió las operaciones que tuvieron como resultado que el 21 de septiembre de 1843 la República de Chile tomara posesión del estrecho de Magallanes.
Tuvo destacada actuación como parlamentario durante cinco períodos, siendo electo diputado en representación de las ciudades de Valparaíso en dos ocasiones, Ancud en dos y una vez por Rancagua.

## Juventud – Matrimonio
Domingo Espiñeira nació en la ciudad de Valparaíso en 1812. Fue hijo de Antonio de Espiñeira Fernández de Cotoledo y de Rafaela Riesco de la Puente.
En 1839 contrajo matrimonio con Manuela Ortúzar Castillo-Urizar con quien tuvo 7 hijos.

## Incorporación a la Armada – Intendente de Chiloé
En 1840 se incorporó a la Armada de Chile como contador comisario sirviendo en el Ministerio de Marina en Santiago. Por Decreto de fecha 21 de diciembre de 1841 fue designado junto al senador Diego Antonio Barros y al comerciante Santiago Ingram para que examinaran y emitieran un informe respecto a la bondad y factibilidad de un proyecto presentado por el ciudadano norteamericano, piloto Jorge Mabon, en que solicitaba que se le concediera la concesión exclusiva por 10 años de un servicio de remolcadores en el estrecho de Magallanes. La comisión efectuó un completo trabajo recomendando su aprobación pero haciendo notar que, una resolución en ese sentido, debería ser precedida por la ocupación de dicha región, ya que si bien el Estrecho estaba comprendido en el territorio de la República, su posesión aún no se había realizado.
El gobierno del general Manuel Bulnes decidió que se debería ocupar efectivamente el Estrecho para lo cual con fecha 1 de abril de 1842 nombró al comisario Espiñeira intendente de Chiloé y le dio instrucciones en el sentido que debería recopilar el máximo de datos sobre los lugares del Estrecho más adecuados para la instalación de colonias y que, si los había, debería equipar y enviar una expedición exploratoria de aquellos sitios. En tal caso debería asesorarse por una persona capaz de dirigir la fundación de una colonia y buscar una embarcación apropiada para la misión, semejante a las que se dedican a la pesca en esas regiones. Espiñeira se puso a la obra con la dedicación, empeño y cordura que lo caracterizaban.
Escogió al capitán de puerto de San Carlos de Ancud, capitán de fragata don Juan Guillermos para que comandara la expedición y le ordenó que además construyera una goleta de unas 30 toneladas y la aparejara. La expedición estuvo lista para zarpar el 22 de mayo de 1843 gracias a la eficiente dirección de Espiñeira y el trabajo de sus colaboradores.

## Toma de posesión del estrecho de Magallanes
La goleta “Ancud” de 27 toneladas, construida en Ancud para la expedición, zarpó de ese puerto el 22 de mayo de 1843. Después de algunos contratiempos debido al mal tiempo que encontró en el golfo de Penas, recaló en puerto del Hambre el 21 de septiembre con sus 23 tripulantes y ese mismo día, en la punta Santa Ana, el comandante Guillermos procedió a izar la bandera chilena afirmándola con una salva de 21 cañonazos y levantando el Acta correspondiente, con esta sencilla pero simbólica ceremonia se tomó posesión del Estrecho y su territorio para Chile.

## Labor parlamentaria
Conocida en Chile la noticia de la toma de posesión del Estrecho y la fundación y habilitación de un fuerte, fuerte Bulnes, tanto el gobierno como la ciudadanía reconocieron en Espiñeira el motor que había llevado adelante y hasta feliz término esta expedición de indudable importancia geopolítica para su país.
Espiñeira dejó la intendencia de Chiloé en 1845 y se dedicó a la política siendo elegido diputado por Valparaíso por el período 1846-1849; luego fue elegido diputado por Ancud por el período 1852-1855; en el período 1855-1858 fue diputado suplente por Valparaíso, fue diputado  por Rancagua de 1864-1867 y finalmente volvió a ser elegido diputado por Ancud por el período 1867-1870 año en que, luego de esta larga labor parlamentaria, se retiró a su hacienda ubicada en Rancagua. Falleció en Santiago en 1880.

## Legado
El trabajo de Domingo Espiñeira permitió la realización de la toma de posesión del estrecho de Magallanes, acto de enorme importancia geopolítica para el desarrollo futuro de la región austral de Chile.